# Campeonato Mundial de Ciclismo em Pista de 1983
O LXXX Campeonato Mundial de Ciclismo em Pista celebrou-se em Zurique (Suíça) entre 23 e 28 de agosto de 1983 baixo a organização da União Ciclista Internacional (UCI) e a Federação Helvética de Ciclismo.
As competições realizaram-se no Velódromo de Zurique Oerlikon. Ao todo disputaram-se 14 provas, 12 masculinas (5 profissionais e 7 amador) e 2 femininas.

## Medalhistas

### Masculino profissional
| Evento                 | Ouro                      | Prata                     | Bronze                          |
| ---------------------- | ------------------------- | ------------------------- | ------------------------------- |
| Velocidade individual  | Koichi Nakano · Japão     | Yavé Cahard · França      | Ottavio Dazzan · Itália         |
| Perseguição individual | Steele Bishop · Austrália | Robert Dill-Bundi · Suíça | Hans-Henrik Ørsted · Dinamarca  |
| Carreira por pontos    | Urs Freuler · Suíça       | Guido Bontempi · Itália   | Gary Sutton · Austrália         |
| Keirin                 | Urs Freuler · Suíça       | Daniel Clark · Austrália  | Gilbert Hatton · Estados Unidos |
| Meio fundo             | Bruno Vicino · Itália     | René Kos · Países Baixos  | Martin Havik · Países Baixos    |

### Masculinoamador
| Evento                  | Ouro                                                                                  | Prata                                                                               | Bronze                                                                        |
| ----------------------- | ------------------------------------------------------------------------------------- | ----------------------------------------------------------------------------------- | ----------------------------------------------------------------------------- |
| Velocidade individual   | Lutz Tenhoßlich · Alemanha Oriental                                                   | Serguei Kopylov · União Soviética                                                   | Michael Hübner · Alemanha Oriental                                            |
| Perseguição individual  | Viktor Kupovets · União Soviética                                                     | Bernd Dittert · Alemanha Oriental                                                   | Dainis Liepiņš · União Soviética                                              |
| Perseguição por equipas | Alemanha Ocidental · Rolf Gölz · Roland Günther · Gerhard Strittmatter · Michael Marx | Alemanha Oriental · Carsten Wolf · Mario Hernig · Bernd Dittert · Hans-Joachim Pohl | Tchecoslováquia · Pavel Soukup · Aleš Trčka · František Raboň · Robert Štěrba |
| 1 km contrarrelógio     | Serguei Kopylov · União Soviética                                                     | Gerhard Scheller · Alemanha Ocidental                                               | Lothar Thoms · Alemanha Oriental                                              |
| Carreira por pontos     | Michael Markussen · Dinamarca                                                         | Hans-Joachim Pohl · Alemanha Oriental                                               | Ivan Romanov · União Soviética                                                |
| Meio fundo              | Rainer Podlesch · Alemanha Ocidental                                                  | Mattheus Pronk · Países Baixos                                                      | Walter Baumgartner · Suíça                                                    |
| Tándem                  | França · Philippe Vernet · Franck Dépine                                              | Tchecoslováquia · Ivan Kučírek · Pavel Martínek                                     | Alemanha Ocidental · Fredy Schmidtke · Dieter Giebken                         |

### Feminino
| Evento                 | Ouro                               | Prata                                   | Bronze                     |
| ---------------------- | ---------------------------------- | --------------------------------------- | -------------------------- |
| Velocidade individual  | Connie Paraskevin · Estados Unidos | Claudia Lommatzsch · Alemanha Ocidental | Isabelle Nicoloso · França |
| Perseguição individual | Connie Carpenter · Estados Unidos  | Cynthia Olavarri · Estados Unidos       | Jeannie Longo · França     |

## Medalheiro
| Ordem | País               | Medalha de ouro | Medalha de prata | Medalha de bronze | Total |
| ----- | ------------------ | --------------- | ---------------- | ----------------- | ----- |
| 1     | Alemanha Ocidental | 2               | 2                | 1                 | 5     |
| 2     | União Soviética    | 2               | 1                | 2                 | 5     |
| 3     | Estados Unidos     | 2               | 1                | 1                 | 4     |
| 3     | Suíça              | 2               | 1                | 1                 | 4     |
| 5     | Alemanha Oriental  | 1               | 3                | 2                 | 6     |
| 6     | França             | 1               | 1                | 2                 | 4     |
| 7     | Austrália          | 1               | 1                | 1                 | 3     |
| 7     | Itália             | 1               | 1                | 1                 | 3     |
| 9     | Dinamarca          | 1               | 0                | 1                 | 2     |
| 10    | Japão              | 1               | 0                | 0                 | 1     |
| 11    | Países Baixos      | 0               | 2                | 1                 | 3     |
| 12    | Tchecoslováquia    | 0               | 1                | 1                 | 2     |
|       | TOTAL              | 14              | 14               | 14                | 42    |